# Cnethodonta acronycta
Cnethodonta acronycta är en fjärilsart som beskrevs av Charles Oberthür 1881. Cnethodonta acronycta ingår i släktet Cnethodonta och familjen tandspinnare. Inga underarter finns listade i Catalogue of Life.